# Парламентские выборы во Франции (1973)
Парламентские выборы 1973 года во Франции состоялись 4 и 11 марта. На них было избрано пятое Национальное собрание Пятой республики.

## Контекст выборов и их последствия
После того как Шарль де Голль ушёл с поста президента, Жорж Помпиду был избран в 1969 году президентом Франции. Новый премьер-министр Жак Шабан-Дельмас начал программу реформ в качестве ответа на майские события 1968 года. Это пришлось не по вкусу консервативному крылу президентского большинства в парламенте и самому Жоржу Помпиду. В результате в 1972 году Шабан-Дельмаса сменил новый премьер-министр Пьер Мессмер, относящийся к консервативным голлистам.
На левом крыле после катастрофических результатов парламентских (1968), а затем президентских (1969) выборов, Федерация демократических и социалистических левых развалилась. Образовалась Социалистическая партия Франции, в которую через 2 года влились левые республиканские группы во главе с Франсуа Миттераном. Он выступал за альянс с коммунистами. Для парламентских выборов социалисты и коммунисты подписали «Общую программу».
Радикальная партия распалась. Левое меньшинство объединилось с Союзом левых и образовало Левое движение радикал-социалистов. Большинство радикалов с некоторыми правоцентристами создало Реформистское движение. Хотя они хотели стать третьей силой между правым президентским большинством и левыми, для получения мест в парламенте им пришлось примкнуть к правым.
В результате выборов левые силы улучшили своё положение по сравнению с предыдущими выборами. Однако, президентское большинство победило, и Пьер Мессмер был вновь назначен премьер-министром.

## Результаты

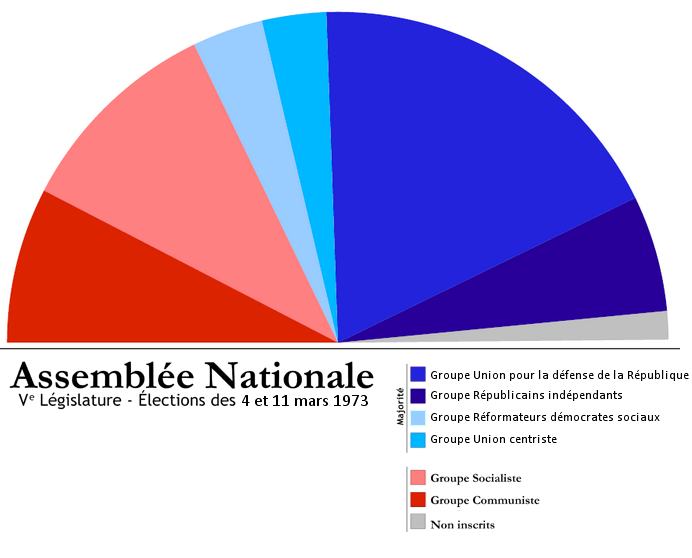
Распределение голосов по партиям.

| Партии и коалиции                              | Партии и коалиции                                                                | Сокр. | Голоса (тур 1) | % (тур 1) | Места (тур 2) |
| ---------------------------------------------- | -------------------------------------------------------------------------------- | ----- | -------------- | --------- | ------------- |
|                                                | Союз демократов в поддержку республики (Union des démocrates pour la République) | UDR   | 5 788 796      | 23,9      | 184           |
|                                                | Реформаторское движение (Mouvement réformateur)                                  | MR    | 3 015 372      | 12,4      | 31            |
|                                                | Независимые республиканцы (Républicains indépendants)                            | RI    | 1 674 772      | 6,9       | 54            |
|                                                | Прочие правые                                                                    | DVD   | 972 623        | 4,0       | 19            |
|                                                | Центр, демократия и прогресс (Centre, démocratie et progrès)                     | CDP   | 906 136        | 3,9       | 23            |
|                                                | Всего правые («Президентское большинство» и MR)                                  |       | 12 357 699     | 50,9      | 311           |
|                                                | Французская коммунистическая партия (Parti communiste français)                  | PCF   | 5 156 619      | 21,3      | 73            |
|                                                | Социалистическая партия (Parti socialiste)                                       | PS    | 4 579 888      | 18,9      | 89            |
|                                                | Левое движение радикал-социалистов (Mouvement de la gauche radicale-socialiste)  | MGRS  | 674 319        | 2,8       | 12            |
|                                                | Объединённая социалистическая партия (Parti socialiste unifié)                   | PSU   | 489 353        | 2,0       | 3             |
|                                                | Всего «Союз левых»                                                               |       | 10 900 179     | 44,9      | 177           |
|                                                | Прочие                                                                           |       | 562 850        | 2,3       | -             |
|                                                | Kрайне-левые                                                                     |       | 321 292        | 1,3       | -             |
|                                                | Национальный фронт (Front national)                                              | FN    | 122 000        | 0,5       | -             |
|                                                | Всего                                                                            |       | 24 264 020     | 100       | 488           |
| Не участвовало: 18.8 % (тур 1); 18.1 % (тур 2) |                                                                                  |       |                |           |               |